# Conus scalptus
Conus scalptus é uma espécie de gastrópode do gênero Conus, pertencente a família Conidae.